# Церковь Святого Мины (Зара)
Церковь Святого Мины (арм. Սուրբ Մինաս վանք) — армянская церковь, построенная в XIII веке в деревне Алакилисе, Зара, провинция Сивас, Турция.

## Местоположение
Церковь расположена на скале Кызылырмак (Алис). Святой Мины также известен как Ала (Ала Килисе), в честь которого и была названа деревня.

## История
После Геноцида армян церковь долгие годы использовалась как мечеть в селе Алакилисе, прежде чем была построена новая мечеть.
Она также использовалась как склад и конюшня. Церковь неоднократно подвергалась разрушениям охотниками за сокровищами. В настоящее время церковь зарегистрирована как объект культурного наследия.